# Alembon
 Alembon  es una comuna y población de Francia, en la región de Norte-Paso de Calais, departamento de Paso de Calais, en el distrito de Calais y cantón de Guînes. Está integrada en la Communauté de communes des Trois Pays.

## Demografía
| 397 | 413 | 413 | 395 | 358 | 395 |
| Para los censos de 1962 a 1999 la población legal corresponde a la población sin duplicidades (Fuente: INSEE [Consultar]) |     |     |     |     |     |